# Кроцин
Кроцин — органическое соединение каротиноид, находится в цветах растений родов  шафран (крокус) и гардения. Является основным веществом, придающим пряности шафрану его цвет.

## Описание
С химической точки зрения кроцин является диэфиром дисахарида генциобиозы и двухосновной карбоновой кислоты кроцетина. В кристаллическом виде имеет красный цвет, при растворении в воде образует раствор оранжевого цвета.

## Кроцины
Кроцинами также иногда называют ряд гидрофильных каротиноидов моно- и дигликозильных полиеновых эфиров кроцетина. Аромат шафрана-пряности объясняется альфа-кроцином, каротиноидным пигментом, который может составлять до 10 % от сухого остатка шафрана. .
Основной активный компонент шафрана — жёлтый пигмент кроцин-2 с 2 генциобиозными группами. Всего же известно три производных с различными сахарными остатками.

## В физиологии
Кроцин обладает антиоксидантными и нейропротективными свойствами. Антиоксидантная активность кроцина относится к гликозильной части молекулы.
Кроме этого, in vitro обнаружена цитостатическая активность кроцина по отношению к раковым клеткам. Есть данные, предполагающие наличие антидепрессантной активности кроцина, которая была показана в экспериментах на мышах и у человека..